# La Voix des Brumes
La Voix des Brumes est un roman de fantasy écrit par Henri Lœvenbruck. Il est le deuxième tome de sa trilogie Gallica. Il est la suite du Louvetier et est suivi par Les Enfants de la veuve. Il a été édité en France aux éditions Bragelonne en 2004.

## Éditions
Édition grand format : Bragelonne, 2006  (ISBN 2-914370-85-7).